# تدفق تبريد

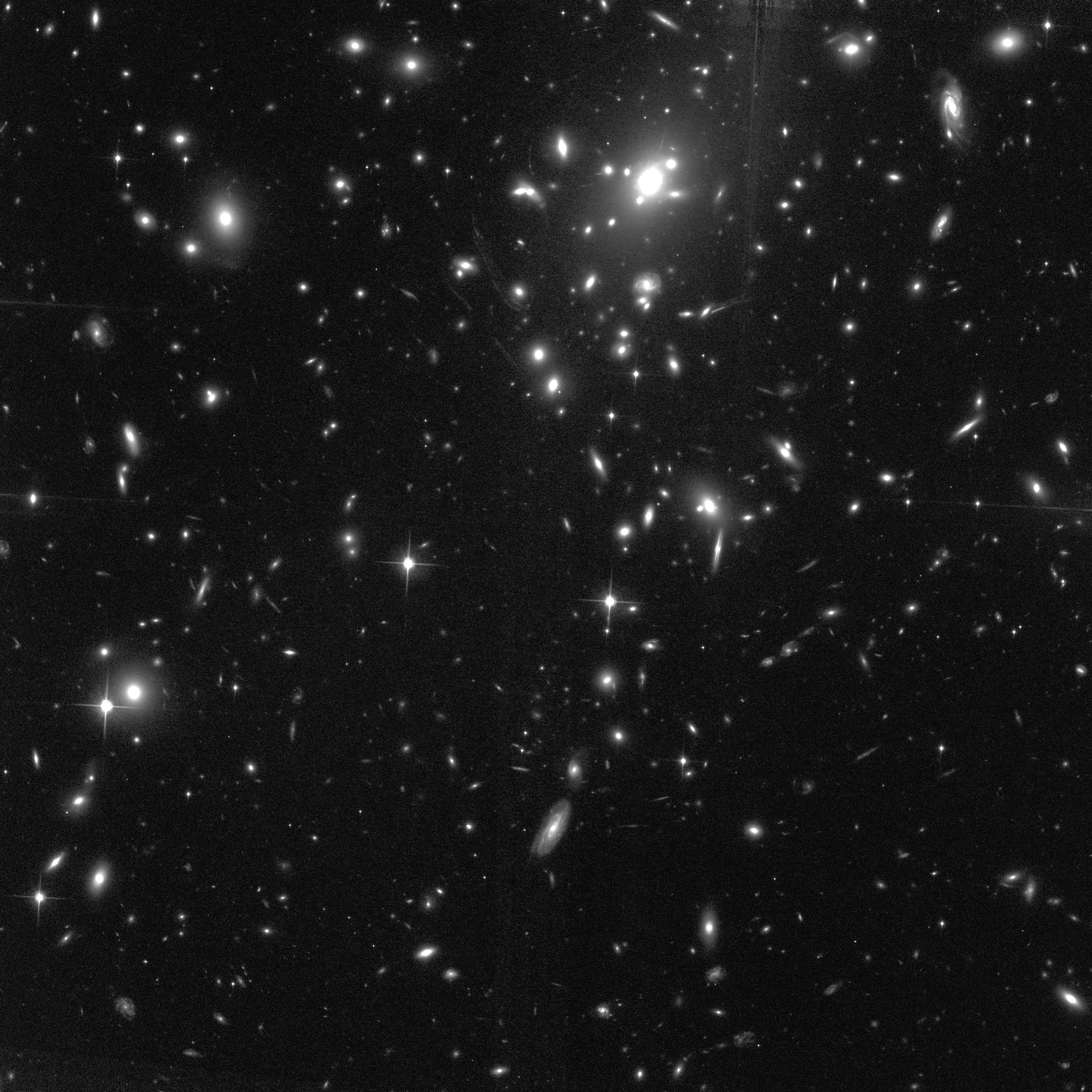
تجمع مجرات العذراء ، يحدث فيه تدفق تبريد بإصدار أشعة إكس.

تدفق تبريد في علم الفلك (بالإنجليزية: Cooling flow )
هي عملية فلكية مقترحة من قبل علماء الفلك النظريين تقول أن الوسط البين مجري ICM - الذي هو عبارة عن بلازما (إلكترونات وبروتونات حرة) تبرد في وسط تجمع مجرات ، أي تنخفض حرارتها وتقل سرعاتها ، وتنكمش فيتدقق إليها مادة من خارج التجمع المجري ، أن كمية تلك التدفقات من الجسيمات الأولية يبلغ ما يعادل مادة ألاف من النجوم كل سنة .
ويقال أن عملية التبريد هذه تحدث بسبب إصدارات لأشعة إكس وأشعة انكباح ، وأن درجة لمعانها تتناسب تناسبا طرديا من مربع الكثافة. وتزداد كثافة الوسط البين مجري في اتجاه مركز التجمع المجري بمعدل كبير. وتجري تلك العملة بصفة مستمرة وتنخفض درجة حرارة الوسط البين مجري عند مركز التجمع . ومع أن انكماش كيلفن - هلمهولتز يؤدي عادة إلى ارتفاع الحرارة ، إلا أن تبريد الذي يحدث في الوسط البين مجري يحدث خلال مليار من السنين.

## اقرأ أيضا
- بلازما
- أبل 1835